# Milan Špinka
Milan Špinka (ur. 5 maja 1951 w Pardubicach, zm. 14 sierpnia 2024) – czechosłowacki żużlowiec, występujący również na długim torze, na trawie i na lodzie, oraz czeski sędzia i trener sportu żużlowego.

## Życiorys

### Kariera sportowa
Największe sukcesy odnosił w wyścigach na lodzie, trzykrotnie zdobywając medale indywidualnych mistrzostw świata: złoty (Nässjö 1974), srebrny (Assen 1976) oraz brązowy (Inzell 1971) oraz trzykrotnie srebro w drużynie (Eindhoven 1980, Inzell 1981, Kalinin 1982). W krajowym czempionacie zwyciężał dwukrotnie w latach 1972–1973 trzykrotnie był drugi (1976, 1978, 1981), raz zajął trzecie miejsce (1974).
Trzykrotny medalista indywidualnych mistrzostw Czechosłowacji na żużlu: srebrny (1974) oraz dwukrotnie brązowy (1972, 1973). Brązowy medalista mistrzostw Czechosłowacji na długim torze (1979). Wielokrotny reprezentant Czechosłowacji w eliminacjach rozgrywek o indywidualne mistrzostwo świata (najlepszy wynik: XIII miejsce w finale europejskim, Wrocław 1972), jak również o drużynowe mistrzostwo świata (1972, 1973, 1974, 1981, 1982, 1983) oraz o mistrzostwo świata par (1974).
Trzykrotny finalista indywidualnych mistrzostw świata na długim torze (Oslo 1973 – X miejsce, Scheeßel 1974 – XIV miejsce, Scheeßel 1980 – XIV miejsce). Dwukrotny finalista indywidualnych mistrzostw Europy na torze trawiastym (Nandlstadt 1983 – XIII miejsce, Eenrum 1984 – XIII miejsce).
W 1973 r. zwyciężył w turnieju o Zlatą Přilbę w Pardubicach.
Startował w lidze brytyjskiej, w barwach klubów z Swindon i Ipswich.
Karierę zawodniczą ukończył w 1985 roku, pozostając w klubie Rudá hvězda Praga na stanowisku trenera szkółki, a w kolejnych latach także seniorów. W klubie pracował do 2013 roku.

## Życie prywatne
Milan Špinka urodził się 5 maja 1951 w Pardubicach jako syn Miloslava (również żużlowca) i Hany z domu Semínková (pobrali się w 1943); ma starszą siostrę Hanę (ur. 1945) i młodszą Radkę.
Pierwszą jazdę na motocyklu odbył w wieku czterech lat, w 1955 roku. W przyzakładowej szkole Jawy w Pradze zdobył zawód mechanika pojazdów samochodowych. W 1985 roku zdał egzaminy wstępne na Fakultet Wychowania Fizycznego i Sportu Uniwersytetu Karola w Pradze. W 1991 roku uzyskał tytuł magistra broniąc pracę dyplomową dotyczącą specyfiki motocyklowych wyścigów torowych. Znał język niemiecki i język angielski.
31 stycznia 1974 w Svratouchu ożenił się z Marcelą Křivkovą z którą miał dwóch synów, Milana i Pavla.

## Przynależność klubowa
Czechosłowacja
- Rudá hvězda Praga (1970–1985)

Wielka Brytania
- Ipswitch Witches (1979)
- Swindon Robins (1979–1980)
- Swindon Robins (1983)

## Kariera trenerska
- Rudá hvězda/Olymp/Markéta Praga (1985–2013)
- Reprezentacja Czech na żużlu (2007–2019)

## Osiągnięcia zawodnicze

### Indywidualne mistrzostwa świata w ice speedwayu
- 1971:  Inzell – 3. miejsce → wyniki
- 1973:  Inzell – 6. miejsce → wyniki
- 1974:  Nässjö – 1. miejsce → wyniki
- 1975:  Moskwa – 12. miejsce → wyniki
- 1976:  Assen – 2. miejsce → wyniki
- 1978:  Assen – zawodnik rezerwowy → wyniki
- 1980:  Kalinin – 11. miejsce → wyniki
- 1981:  Assen – 14. miejsce → wyniki

### Drużynowe mistrzostwa świata w ice speedwayu
- 1980:  Eindhoven – 2. miejsce → wyniki
- 1981:  Inzell – 2. miejsce → wyniki
- 1982:  Kalinin – 2. miejsce → wyniki
- 1983:  Inzell – 4. miejsce → wyniki

### Indywidualne mistrzostwa świata w long tracku
- 1973:  Oslo – 10. miejsce → wyniki
- 1974:  Scheeßel – 14. miejsce → wyniki
- 1980:  Scheeßel – 14. miejsce → wyniki

### Indywidualne mistrzostwa Europy w grass tracku
- 1983:  Nandlstadt – 13. miejsce → wyniki
- 1984:  Eenrum – 13. miejsce → wyniki

### Indywidualne mistrzostwa Czechosłowacji na żużlu
- 1969: 6 rund – 12. miejsce
- 1970: brak danych – 10. miejsce
- 1971: 6 rund – 5. miejsce
- 1972: 7 rund – 3. miejsce
- 1973: 8 rund – 3. miejsce
- 1974: 6 rund – 2. miejsce
- 1979: 6 rund – 8. miejsce
- 1980: 6 rund – 7. miejsce
- 1981: 4 rundy – 6. miejsce
- 1982: 4 rundy – 5. miejsce
- 1983: 4 rundy – 12. miejsce

### Indywidualne mistrzostwa Czechosłowacji w ice speedwayu
- 1972: 1. miejsce
- 1973: 1. miejsce
- 1974: 3. miejsce
- 1976: 2. miejsce
- 1978: 2. miejsce
- 1981: 2. miejsce
- 1982: 5. miejsce

### Zlatá Přilba
- 1970: 19. miejsce
- 1971: 6. miejsce
- 1972: 4. miejsce
- 1973: 1. miejsce
- 1974: 9. miejsce
- 1975: 8. miejsce
- 1978: 11. miejsce
- 1981: 11. miejsce